# Himalayasalangan
Himalayasalangan (Aerodramus brevirostris) är en asiatisk fågel i familjen seglare. Den förekommer som namnet avslöjar i Himalaya, men även vidare österut till Vietnam och i söder till Malackahalvön. IUCN kategoriserar den som livskraftig.

## Utseende och läten
Himalayasalangen är en stor (13-14 cm) salangan med tydlig kluven stjärt. Ovansidan är mörkbrun med ett tydligt ljusare grått band på övergumpen. Strupe och bröst är rätt enfärgade med mörkare haka, medan buk och undergump är brungrå. Liknande vitbosalanganen (A. fuciphagus) är mindre, ljusare under och har mindre kluven stjärt. Lätet är ett lågt, skallrande kvitter.

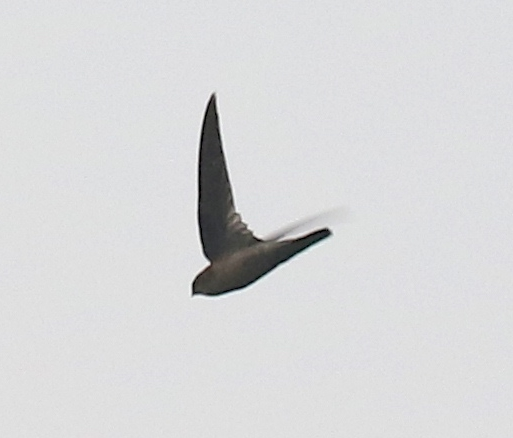

## Utbredning och systematik
Arten delas in i tre underarter med följande utbredning:
- brevirostris-gruppen
  - Aerodramus brevirostris brevirostris – Himalaya till Nepal, nordöstra Indien, Myanmar och Thailand
  - Aerodramus brevirostris innominatus– östra centrala Kina till norra Vietnam, övervintrar så långt söderut som till Malackahalvön
- Aerodramus brevirostris rogersi – östra Myanmar, västra Thailand, norra Laos och Vietnam

Underarten rogersi kan möjligen utgöra en egen art och stå närmare malabarsalanganen (A. unicolor), men hybridisering mellan rogersi och andra underarter kan förekomma. Tidigare behandlades vulkansalanganen (A. vulcanorum) som underart till himalayasalangen.

## Levnadssätt
Himalayasalanganen förekommer huvudsakligen i höglänta områden, framför allt över skogklädda floddalar, på mellan 1500 och 4575 meters höjd. Liksom andra seglare lever den av flygande insekter som den fångar i luften, ofta sällskapligt i grupper om upp till 50 individer, ibland större med 300-500 fåglar. I Indien häckar fågeln mellan april och juni, i kolonier på vertikala klippväggar eller inne i grottor. Den bygger ett litet skålformat bo av mossa och saliv vari den lägger två vita ägg.

## Status och hot
Arten har ett stort utbredningsområde och en stor population med stabil utveckling och tros inte vara utsatt för något substantiellt hot. Utifrån dessa kriterier kategoriserar internationella naturvårdsunionen IUCN arten som livskraftig (LC). Världspopulationen har inte uppskattats men den beskrivs som vanlig i större delen av utbredningsområdet.